# Zapora Gariep
Zapora Gariep – zapora w Republice Południowej Afryki na rzece Oranje, blisko miasta Norvalspont w prowincji Wolne Państwo.

## Historia
Zapora została ukończona w 1971, a jej budowę wykonała francuska firma Dumez (obecnie Vinci). Początkowo nosiła nazwę Zapora Hendrika Verwoerda – pierwszego premiera Republiki Południowej Afryki. Jednakże po zakończeniu okresu apartheidu nazwę uznano za nieodpowiednią i zmieniono ją oficjalnie 4 października 1996. Gariep w języku Buszmenów oznacza Wielka woda, nazwę tę nosi także rzeka Oranje.
Na południowym brzegu jeziora, w Oviston, znajduje się początek tunelu Oranje-Rzeka Fish. Przekierowuje on wodę z rzeki Oranje do rzeki Fish. Elektrownia jest zarządzana przez firmę Eskom.

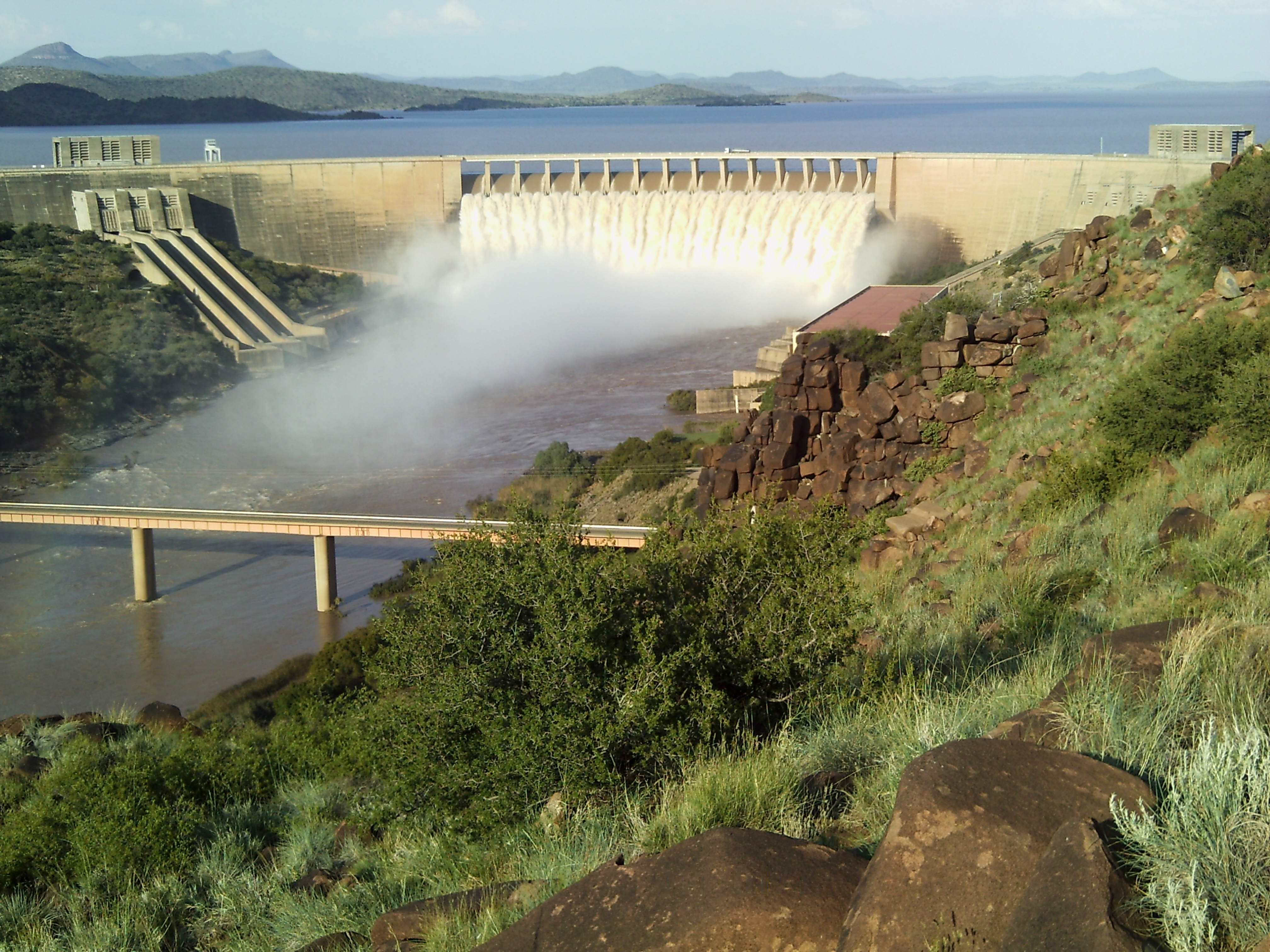
Zapora podczas zrzutu wody

## Rozmiary
Zapora ma wysokość 88 m i długość 914 m wzdłuż korony. Do jej budowy zużyto 1,73 mln m³ betonu. Utworzony zbiornik wodny o kubaturze 5340 tys. m³ i powierzchni 370 km² przy całkowitym wypełnieniu jest największym tego typu obiektem w RPA. Elektrownia zbudowana przy zaporze posiada 4 generatory o mocy 80 MW każdy, co daje łącznie 360 MW przy przepływie wody równym 800 m³/s.